# Nahara
Nahara fou un petit estat tributari protegit de l'Índia, al grup de Pandu Mehwas, a l'agència de Rewa Kantha, presidència de Bombai. La superfície era de 8 km² i en aquestos hi havia la població de Nahara i cinc pobles més, sota dos tributaris separats amb títol de thakurs. Els ingressos s'estimaven en 60 lliures i pagava un tribut de 2.10 lliures al Gaikwar de Baroda.